# Offshore-Windpark Sandbank

Lage des OWP Sandbank innerhalb der Windparks in der Deutschen Bucht

Der Offshore-Windpark „Sandbank“, zuerst „Sandbank 24“ genannt, ist ein Offshore-Windpark in der deutschen ausschließlichen Wirtschaftszone der Nordsee.

## Lage
Der Windpark liegt 90 Kilometer westlich der Insel Sylt und umfasst eine Fläche von 59 km² bei Wassertiefen von etwa 22 bis 38 Meter. Auf Grund der Erdkrümmung ist der Windpark von Land aus nicht sichtbar.

## Geschichte
Am 23. Juli 2001 stellte die Sandbank24 GmbH & Co. KG mit Sitz in Oldenburg den Antrag zum Bau und Betrieb von 981 Windenergieanlagen (WEA). Mit Bescheid vom 23. August 2004 wurde der Bau und Betrieb des Windparks mit 80 WEA als Pilotphase vom Bundesamt für Seeschifffahrt und Hydrographie (BSH) auf Grundlage der Seeanlagenverordnung genehmigt.
Mit Änderungsbescheid vom 15. Dezember 2011 wurde die Frist für den Beginn der Bauarbeiten bis zum 31. Dezember 2016 verlängert.
Im November 2011 wurden die Rechte an dem Windpark an Vattenfall verkauft. Ab 2015 sollten in der ersten Ausbaustufe 96 Windenergieanlagen mit 576 MW Gesamtnennleistung installiert werden. Vattenfall und die Stadtwerke München (SWM) wollten danach für das inzwischen geänderte Projekt mit nun 72 WEA des Typs Siemens SWT-4.0-130 1,2 Milliarden Euro investieren und gründeten dazu die Sandbank Offshore GmbH.
Den Auftrag zur Fertigung der 72 Fundamente zur Gründung der Windenergieanlagen in Form von Monopiles erhielt die EEW Special Pipe Constructions GmbH in Rostock. Diese haben einen Durchmesser von 6,8 Metern und sind bis zu 70 Meter lang. Die Fertigung der Monopiles lief im Dezember 2014 an. Insgesamt wurden für die 72 Rohrkonstruktionen 52.000 t Stahl verbaut. Das Investitionsvolumen liegt bei rund 1,2 Milliarden Euro.
Vor Beginn der Offshore-Bauarbeiten wurde zum 2. April 2015 eine 500-Meter-Sicherheitszone um die künftigen Standorte der äußeren Windenergieanlagen eingerichtet, deren Befahren für die allgemeine Schifffahrt verboten ist. Der Beginn der Bauarbeiten im Offshore-Baufeld fand am 8. Juli 2015 mit Rammarbeiten für das erste Fundament statt. Mitte 2015 wurde mit der Verlegung von Seekabeln für die Innerpark-Verkabelung zwischen den WEA-Fundamenten begonnen. Die im Vereinigten Königreich hergestellten Kabel werden vom Kabelleger Stemat-Spirit verlegt. Die Installation der Fundamente wurde im Februar 2016 abgeschlossen. Die Installation der Umspannplattform erfolgte im April 2016. Ende Juli 2016 wurde mit der Montage der Windenergieanlagen auf die Fundamente begonnen, die Inbetriebnahmearbeiten folgten unmittelbar darauf. Am 21. Januar 2017, drei Monate vor dem ursprünglich geplanten Datum, wurde die letzte Windkraftanlage errichtet. Zu diesem Zeitpunkt befanden sich bereits 65 der 72 Windkraftanlagen in Betrieb.
Die Umspannplattform, zu der die Kabel von den einzelnen Windenergieanlagen hinführen, wurde Mitte 2016 durch das Kranschiff Stanislav Yudin aufgestellt. Es besteht aus einer 51 Meter hohen Jacketkonstruktion als Fundament und der darauf befindlichen 20 × 40 Meter großen und 20 Meter hohen Umspannstation mit den elektrischen Anlagen, mit denen der Strom von Mittelspannung auf Hochspannung umgespannt wird.
Am 23. Juli 2017 fand die offizielle Einweihungsfeier statt. Dafür veranstalteten die Windpark-Betreiber unter dem Motto „Grillpower mit Windpower“ ein öffentliches Grillfest in Hamburg. Die Inbetriebnahme erfolgte drei Monate früher als ursprünglich geplant.

## Technik
Zum Einsatz kommen 72 Windenergieanlagen des Typs Siemens SWT-4.0-130. Ursprünglich waren sowohl 6-MW- als auch 3,6-MW-Anlagen in Betracht gezogen worden.

## Netzanbindung

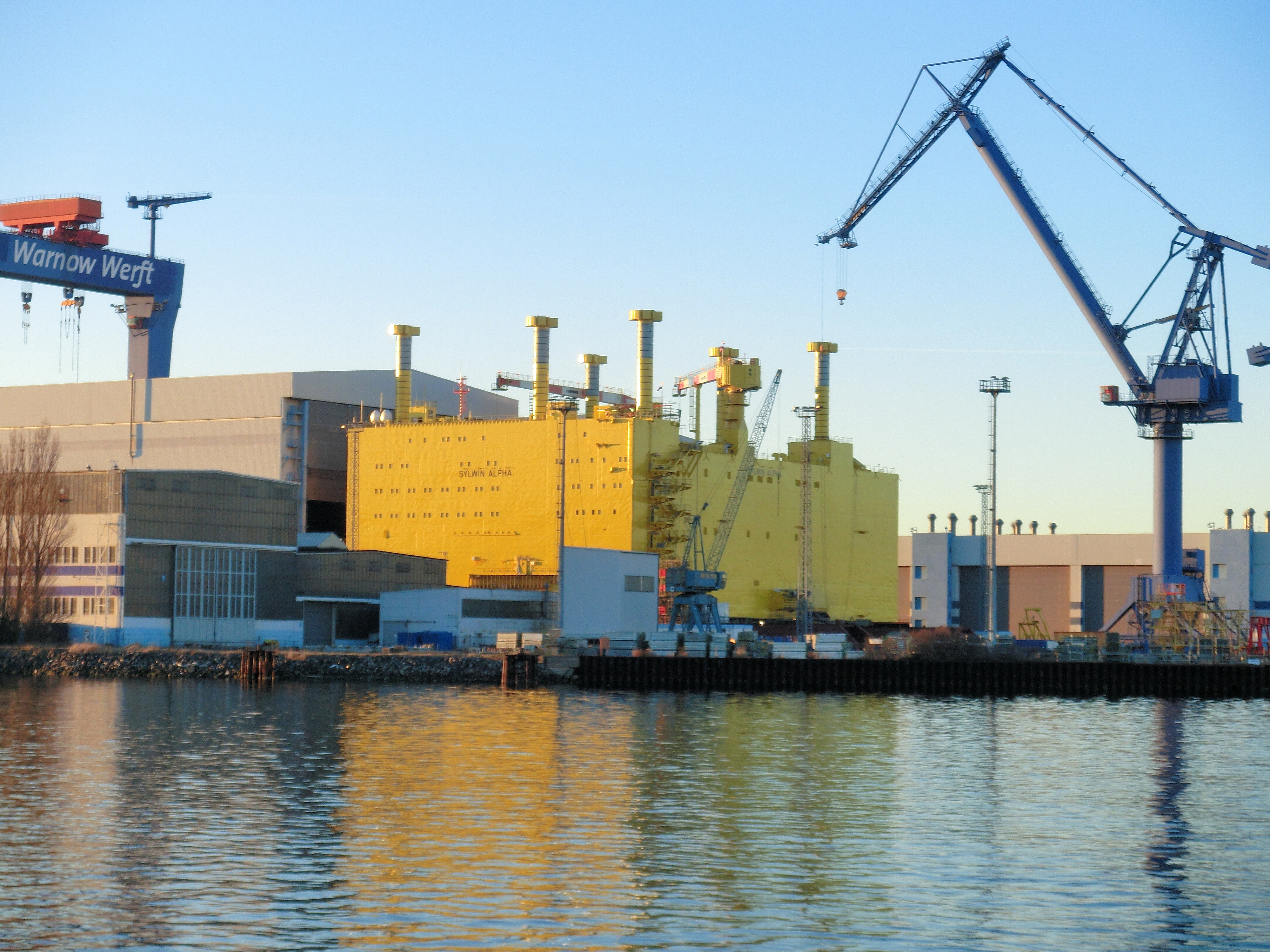
Konverter-Plattform SylWin alpha in der Nordic Yards Warnemünde 2014

Die 72 Windenergieanlagen sind über Mittelspannungskabel mit der Umspannplattform SB UW im Windpark verbunden, die den Dreiphasenwechselstrom (Drehstrom) von 33 kV auf Hochspannung von 155 kV transformiert. Von dort aus wird der Strom mittels Seekabel-Verbindung an das Offshore-HGÜ-System SylWin1 des Übertragungsnetzbetreibers Tennet TSO geleitet. An die Konverter-Plattform SylWin alpha schließen auch die Offshore-Windparks Butendiek und DanTysk an. Nach Umwandlung in Gleichstrom erfolgt die Übertragung über 205 km (davon 160 km Seekabel und 45 km Erdkabel) zur Konverterstation Büttel. Das SylWin1 genannte HGÜ-System ist für 864 MW ausgelegt und ging 2015 in Betrieb.